# Anoectangium subsessile
Anoectangium subsessile là một loài rêu trong họ Pottiaceae. Loài này được (Brid.) Spreng. mô tả khoa học đầu tiên năm 1827.